# Asparagus filicinus
Asparagus filicinus là một loài thực vật có hoa trong họ Măng tây. Loài này được Buch.-Ham. ex D.Don mô tả khoa học đầu tiên năm 1825.

## Hình ảnh

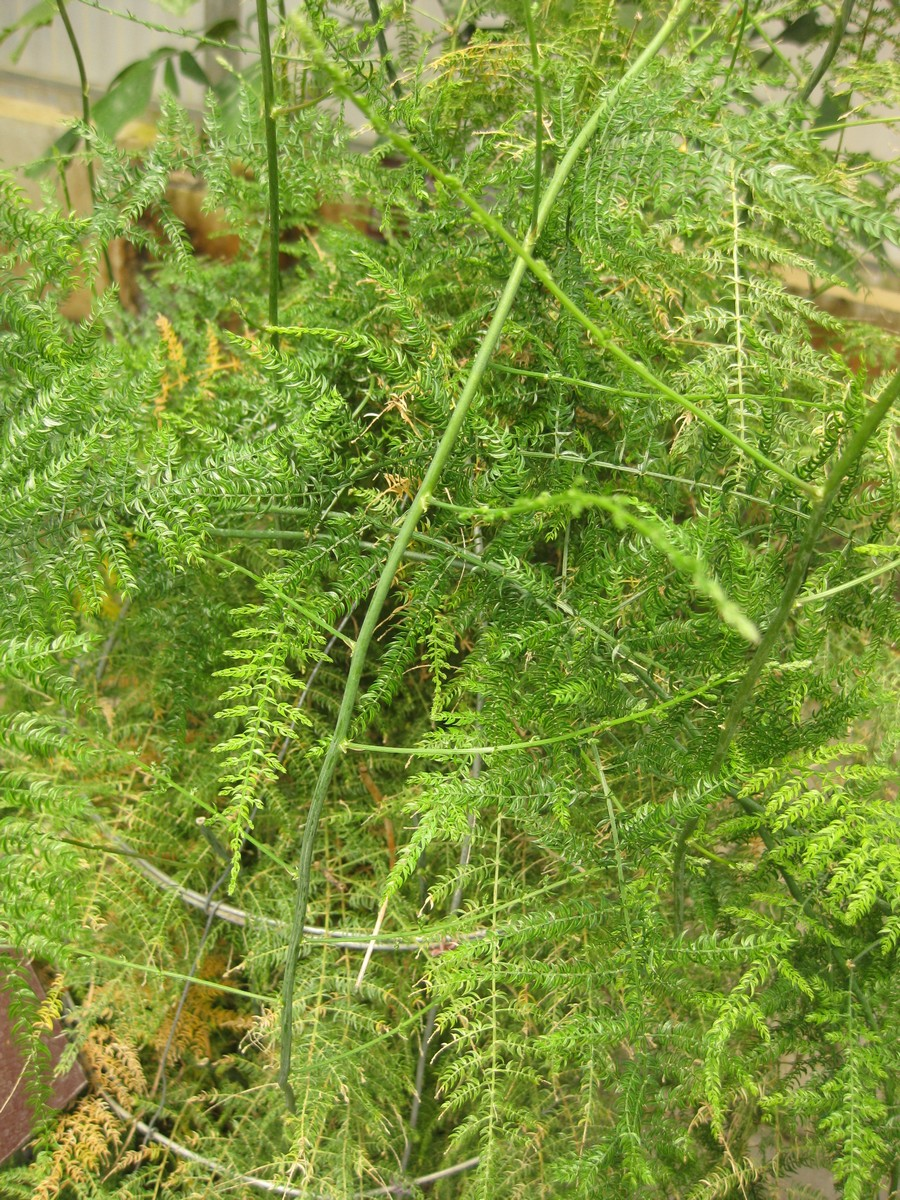
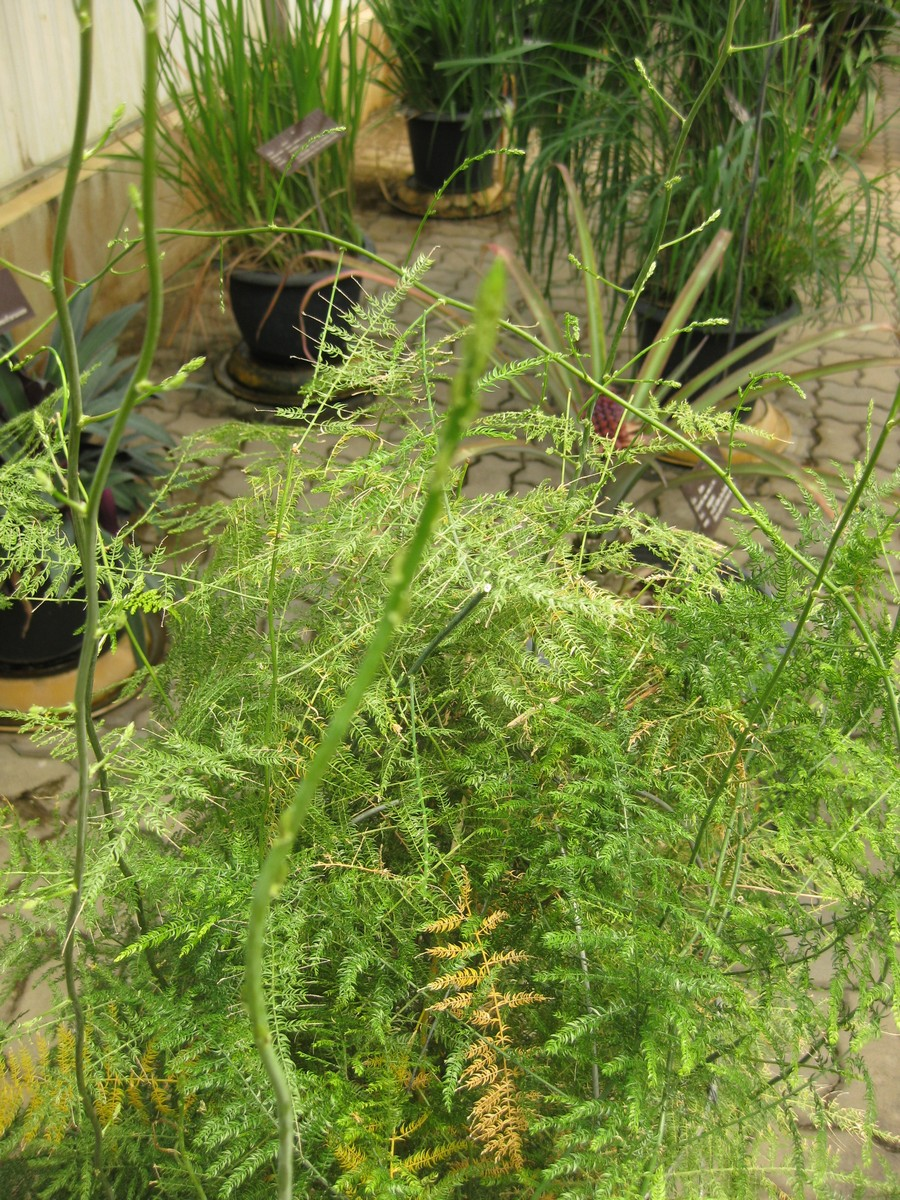
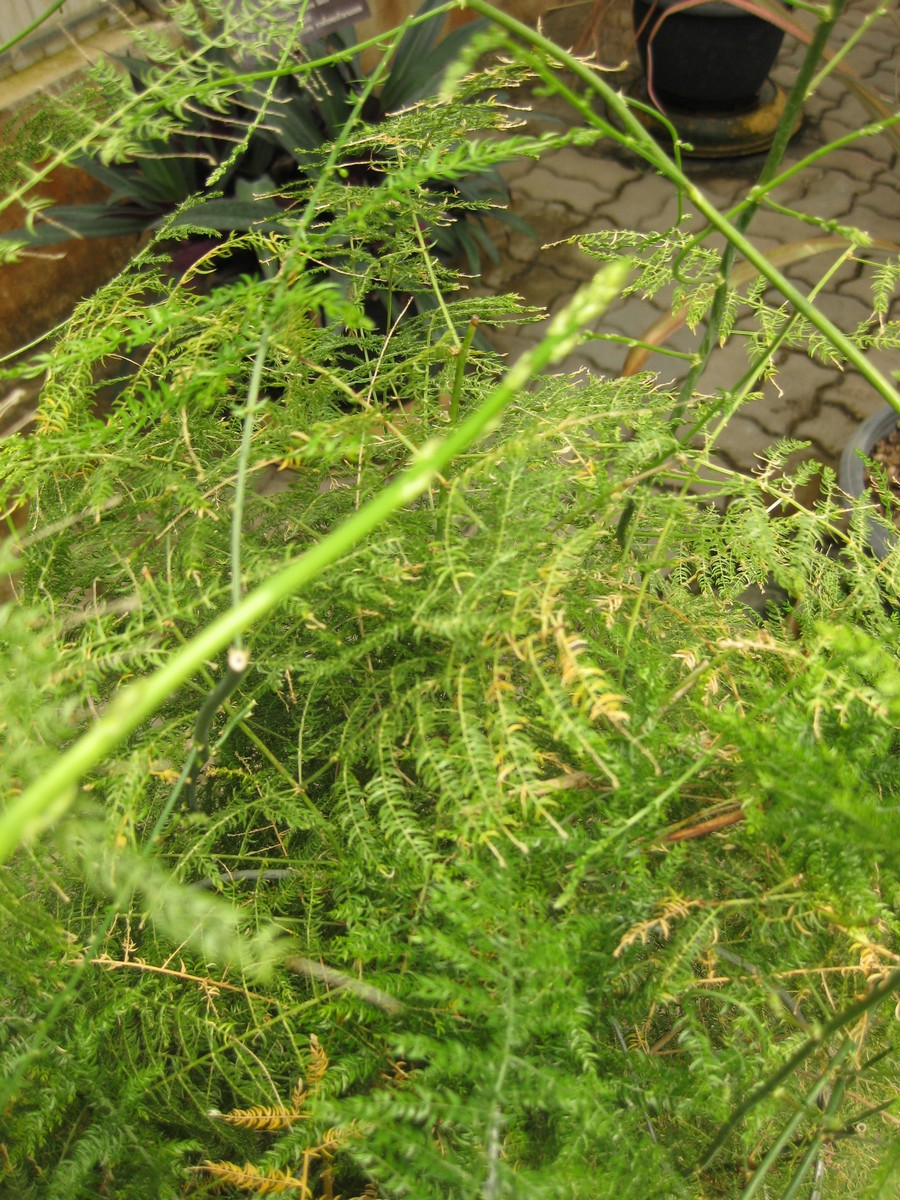
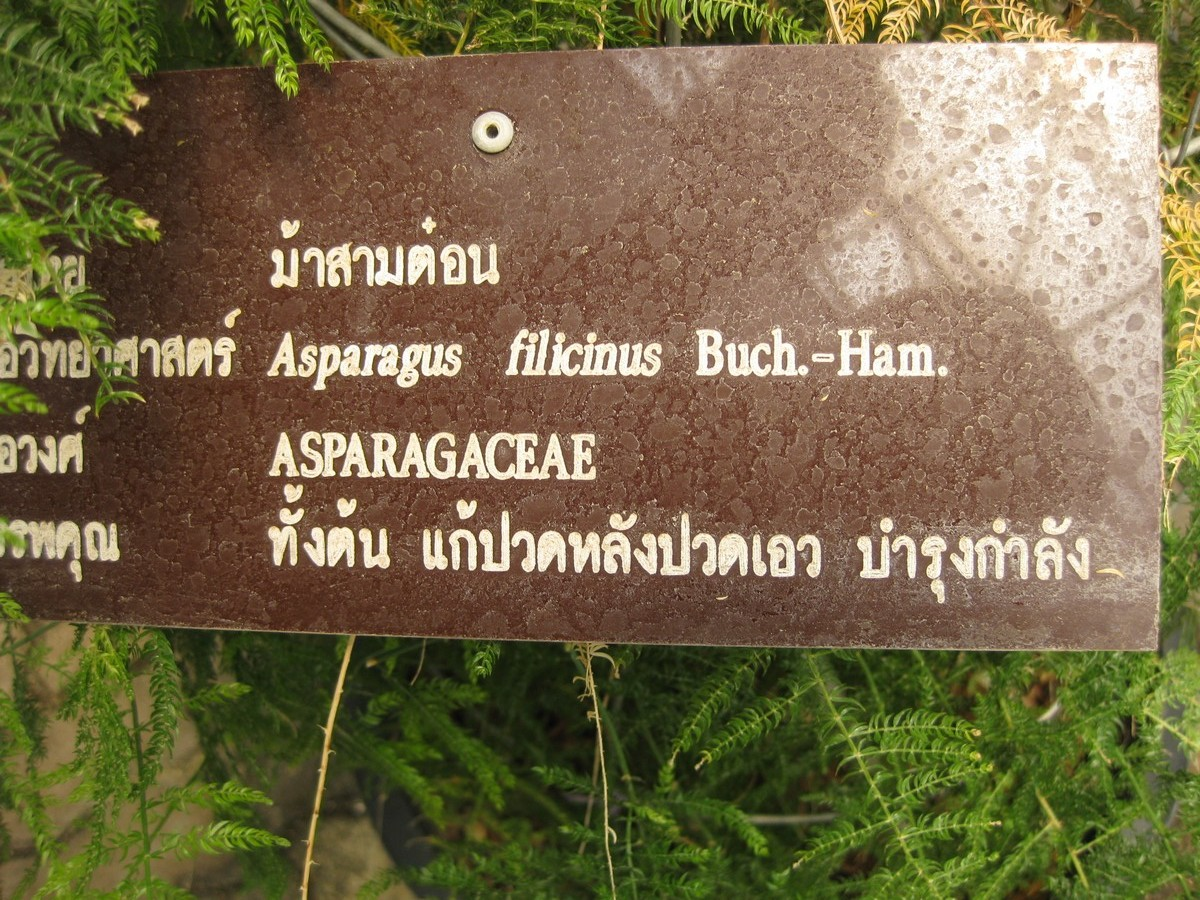